# Porthmadog Football Club
Maillots
Le Porthmadog Football Club est un club de football gallois basé à Porthmadog, ville comptant 4 187 habitants.

## Historique
- 1884 : fondation du club

## Entraîneurs du club
- 1992-1994 : Meilir Owen
- 199400000 : Andy Edwards
- 199500000 : Micky Thomas
- 1995-1998 : Colin Hawkins
- 2003-2004 : Viv Williams
- 2004-2007 : Viv Williams / Osian Roberts
- 200700000 : Osian Roberts
- 200700000 : Clayton Blackmore
- 2007-2008 : Viv Williams
- 2008-2009 : Paul Whelan
- 2009-2010 : Tomi Morgan
- 2010-0000 : Gareth Parry